# Coleophora siccifolia
Coleophora siccifolia é uma espécie de mariposa do gênero Coleophora pertencente à família Coleophoridae.